# Letònia al Festival de la Cançó d'Eurovisió 2012
| Edició                   | 2012                                                  |
| Televisio(ns) implicades | LTV                                                   |
| Nom de la preselecció    | Eirodziesma                                           |
| Dates                    | La final està prevista pel 18 de febrer de 2012.      |
| Format                   | Preselecció oberta: dues semifinals i una gran final. |
| Presentadors             | Per determinar.                                       |
| Nombre de participants   | 20                                                    |

La televisió letona LTV torna a emprar el seu habitual format de preselecció oberta, anomenat Eirodziesma, per escollir el seu representant per a l'edició de 2012, introduint aquest cop una fase prèvia de vot per internet.

## Organització
La LTV va obrir un període de recepció de propostes des del dia 1 de setembre fins al dia 14 d'octubre de 2011. En total, es van rebre 71 cançons. Tots els candidats, sense restriccions de nacionalitat o idioma de la cançó proposta, es van poder votar al web de l'ens públic letó, però aquest vot no era vinculant; després, el comitè organitzador de la cadena va triar 20 semifinalistes que competiran els dies 7 i 14 de gener de 2012 per una de les 10 places de la final, que tindrà lloc el 18 de febrer de 2012.
El resultat de les semifinals, com el de la final, es determinarà per televot i vot del jurat de la cadena al 50%. La final comptarà amb una "superfinal" on els tres artistes més votats lluitaran pel triomf final.
La seu de les gales televisades serà el teatre Juras Varti, a la ciutat de Ventspils.

## Candidats
El 8 de novembre de 2011 es van anunciar les 20 cançons seleccionades, i posteriorment, l'1 de desembre de 2011, es van revelar els seus intèrprets:
Semifinal 1:
- Atis Ievins - Dancer
- Nikolajs Puzikovs - Milestibas nevar but par daudz
- Maia - No limits to dream
- Samanta Tina & Davids Kalandija - I want you back
- Angelina & Alisa May - Rollin' up
- Laura Bicane & Romans Sladzis - Freakin' out
- Paula Dukure - Celebration
- Andris Abelite - We can change the world
- Ruta Duduma - My world
- PeR - Disco Superfly

Semifinal 2:
- Niks Dukurs & NBC - Sweet for me
- Valters Gleske & Liba Ece - Better world
- The 4 - Get it started
- Anmary - Beautiful song
- Paul Swan - Wanna be with you
- Roberts Petersons - She's a queen
- Samanta Tina - For father
- Elizabete Zagorska - You are a star
- Mad Show Boys - Music thief
- Trianas Parks - Stars are my family

## Resultats
- Semifinal 1: 7 de gener de 2012

Les candidatures qualificades per a la final són:
- Samanta Tina & Davids Kalandija - I want you back
- Paula Dukure - Celebration
- Andris Abelite - We can change the world
- Ruta Duduma - My world
- PeR - Disco Superfly

- Semifinal 2: 14 de gener de 2012

Les candidatures qualificades per a la final són:
- Anmary - Beautiful song
- Roberts Petersons - She's a queen
- Elizabete Zagorska - You are a star
- Mad Show Boys - Music thief
- Trianas Parks - Stars are my family